# Marta Brossier
Marta Brossier (Romorantin-Lanthenay, Centre – Vall del Loira, vers el 1547 - vers el 1600) fou una impostora francesa. Jacques, el seu pare, era teixidor d'ofici, i la va fer passar per endimoniada, corrent junts diverses regions franceses, explotant la incredulitat i la ignorància de la gent, a la que feia testimoni dels seus fets amb el diable, recollint en recompensa abundoses almoines. El bisbe d'Angers, Charles de Miron, descobrí l'engany en exorcitzar-la i els foragità de la seva diòcesi aconsellant-los que tornessin al seu poble. Lluny d'obeir-lo anaren a París, junt amb altres dues germanes de Marta, anomenades Silvina i Maria, dirigint-se al convent dels Caputxins que la exorcitzaren en públic (30 de març de 1529), davant d'una multitud de persones. El bisbe Henri de Gondi nomenà una comissió composta de cinc metges perquè examinessin a Marta, els quals declararen que en aquell cas hi havia «molta part de farsa, i un xic d'histerisme i res de diabòlic». Els amics de Marta nomenaren una altra junta de metges que en el seu dictamen afirmaren que estava endimoniada, dictamen refutat amb sòlids arguments i proves per Marescot, un dels metges que prengueren part de la comissió episcopal, suscitant-ne una polèmica entre una i altra comissió que apassionà als parisencs i per algun temps; Enric IV i el Parlament, tement que els atacs que dirigia als hugonots, segons Pierre de L'Estoile, poguessin ocasionar trastorns d'ordre públic, el 13 d'abril tancaren a Marta al Châtelet malgrat l'oposició d'alguns fanàtics que sostenien que com a endimoniada queia sota la jurisdicció de l'església.
Examinada pels metges més famosos de l'època, entre ells La Rivière, primer metge del rei; André Du Laurens, primer metge de la reina; Pierre Lafilé, degà de la facultat de medicina; Marescot, Jean Hautin, Albert La Fevre i altres, opinaren per unanimitat que els atacs que patia Marta no presentaven cap símptoma sobrenatural, en vista del qual el Parlament, per sentència del 23 de juny, menà que tant Marta com el seu pare i les germanes fossin conduïts al seu poble per tràmits de justícia amb prohibició de sortir d'allà sense permís del tribunal. Els enemics del Parlament els elegiren com a instrument dels seus plans, i per això l'abat de Saint Martin d'Ainay, Alexandre de la Rochefoucald, els anà a buscar a Romorantin portant-los successivament a Alvèrnia, Avinyó (Valclusa) i Roma.
Advertit a temps Enric IV d'aquelles intrigues, encaminades a crear un conflicte entre el Papa i el Parlament, encarregà a Sillery, el seu ambaixador a Roma, i al cardenal Arnaud d'Ossat que previngués al pontífex i assolis el recolzament de la Companyia de Jesús, que es posà fermament enfront d'aquells farsants. L'abat Rochefoucald fracassà per complet i va perdre tots els seus càrrecs i beneficis, veient-se obligat a demanar la clemència del rei, i morint de pesar poc temps després. El cardenal d'Ossat acabà aquest afer tancant la Marta en un convent (desembre de 1600), on acabà els seus dies.